# Massanell
´
Massanell és el nom que rep una varietat local catalana d'olivera pròpia de -i només localitzada a- la Vall de Barcedana, al Pallars Jussà. En aquesta comarca es dediquen 733 hectàrees al conreu d'aquest arbre i s'hi obtenen més de 600 tones d'oliva per any. El Pallars Jussà és considerat el límit climàtic per a aquest tipus de conreu alhora que és sorprenentment ric en varietats locals d'olivera. Aquesta informació la sabem des que l'IRTA (l'Institut de Recerca i Tecnologia Agroalimentària) començà a fer un estudi dels exemplars d'olivera d'aquesta contrada l'any 2015. A partir d'aquest estudi més d'una vintena de varietats d'olivera locals encara per estudiar i indexar pogueren sortir de l'oblit. L'oli extret de les varietats d'olivera autòctones del clima fred i plujós del Pallars Jussà sobresurt per l'alta concentració de polifenols, perquè envelleix lentament i perquè prové d'olives de maduració primerenca, aquest fet els permet evitar la gelada quan arriba el dur hivern de la zona. Com a nota curiosa, l'oli de les olives massanell ha estat un dels emprats per fabricar la primera cervesa verda d'oli l'oliva del món.